# Catemaco-See
Der Lago Catemaco (auch Laguna (de) Catemaco) ist der drittgrößte natürliche Süßwassersee Mexikos; er befindet sich im Bundesstaat Veracruz.

## Lage
Der ca. 72 km² große, aber durchschnittlich nur ca. 7,5 m tiefe Catemaco-See liegt in der Nähe der Vulkanberge der Sierra de los Tuxtlas etwa 175 km südöstlich der Stadt Veracruz bzw. nur 11 km östlich der Stadt San Andrés Tuxtla; obwohl die Stadt Coatzacoalcos nur ca. 50 km südöstlich liegt, beträgt die Fahrtstrecke dorthin mehr als 150 km.

## Inseln
Im polymiktischen Lago Catemaco befinden sich zwei größere und etwa zehn kleinere Inseln. Die Isla Agaltepec vor der Stadt Catemaco war ein präspanischer Kultplatz; in den 1980er Jahren wurde dort von der Universität Veracruz eine Kolonie Brüllaffen angesiedelt, die aber inzwischen wieder verschwunden ist. Auf der Isla de los Monos leben heute Makaken aus Thailand.

## Geschichte
Der See entstand wahrscheinlich als die Tuxtla-Vulkane sich vor mehreren Millionen Jahren aus dem Meer erhoben und den Abflussweg des Río Grande de Catemaco, der heute einen indirekten Nebenfluss des Río Papaloapan bildet, blockierten. Obwohl die Tuxtla-Berge umgeben sind von Kulturstätten der Olmeken, wurden an den Ufern des Sees keinerlei archäologisch verwertbare Funde gemacht.

## Wirtschaft
Bedingt auch durch den Düngemitteleintrag aus den Feldern in seiner Umgebung ist der Catemaco-See sehr pflanzen- und fischreich – jährlich werden mit kleinen Fischerbooten ca. 2000 Tonnen Fisch gefangen (vor allem aus Afrika importierte Buntbarsche der Gattung Tilapia). Der See und der Ort Catemaco haben touristisches Potential, das aber noch entwicklungsfähig ist.

## Umgebung

Archäologische Fundstätten der Olmeken

Der Catemaco-See liegt im Kernland der olmekischen Kultur, deren aus vulkanischer Basaltlava gefertigte Monumentalköpfe weltberühmt sind. Während an den Ausgrabungsstätten selbst nicht viel zu sehen ist, zeigen die Museen von Tres Zapotes und in der ca. 300 km östlich gelegenen Stadt Villahermosa (Parque-Museo de La Venta) bedeutende Fundstücke.

## Sonstiges
Der Catemaco-See war Drehort für Szenen zweier Filme:
- Medicine Man – Die letzten Tage von Eden mit Sean Connery (1992)
- Apocalypto von und mit Mel Gibson (2006)